# 비행 청소년
비행 청소년(한국 한자: 非行 靑少年, 영어: Juvenile Delinquents)은 소년이 행하는 그릇된 행위를 말하며, '소년'과 그 '비행'에 관여하는 각 학문분야별로 갖가지 정의가 있다.

## 정의

### 법률적인 해석
형법과 소년법에 따르면, '소년 비행'은 '10세 이상 19세 미만인 소년의 범죄행위·촉법행위·우범행위'를 말한다.
나이
민법에서는 만 19세를 성년으로 정하고 있고, 형법에서는 "14세 되지 아니한 자의 행위는 벌하지 아니한다"는 형사미성년을 규정하고 있으며, 소년법에서는 19세 미만의 자로 정하고 있는 바, 법률적으로 소년이라 함은 미성년자로서 용어상 남·여를 포괄한다.
범죄행위
14세 이상 19세 미만인 소년의 형벌법령에 저촉되는 행위를 말한다.
촉법행위
형벌법규를 위반하였으나 10세 이상 14세 미만인 형사미성년자의 행위로 형사책임을 묻지 않는 행위이다.
우범행위
10세 이상인 소년이 행한 다음의 행위로, 성격이나 환경에 비추어 앞으로 형벌 법령에 저촉되는 행위를 할 우려가 있다고 인정되는 행위를 말한다.
- 집단적으로 몰려다니며 주위 사람들에게 불안감을 조성하는 성벽(性癖)이 있는 것
- 정당한 이유 없이 가출하는 것
- 술을 마시고 소란을 피우거나 유해환경에 접하는 성벽이 있는 것

다만, 소년법의 제정목적이 반사회성 있는 소년에 대하여 그 환경의 조정과 성행의 교정에 관한 보호처분을 행하고 형사처분에 관한 특별처분을 행함으로써 소년의 건전한 육성을 기하기 위함이라고 하여 형벌보다는 교육에 중점을 두고 있음에 비추어 우범행위에 관한 규정이 다소 포괄적이고 성인중심의 하향적이라는 느낌이 짙다. 아무튼 가장 관심을 가질 것은 비행소년들은 인격형성 과정에 있다는 점이다.

## 현상
소년비행의 하나의 특색은 그것이 비행집단이라고 불리는 무리를 형성해서 이루어지는 일이 많다는 점에 있다. 따라서 문제를 파악하려고 할 때에는 그에 대해 그 집단이 어떠한 의미를 가지고 역할하고 있는가를 먼저 생각할 필요성이 지적되기도 한다.

### 원인
비행기를 초래하는 원인은 대단히 복잡하다. 초기에는 소년들의 선천적인 소질에서 이를 찾으려고 유전적 원인을 추구한다든지, 신체적 이상의 유무 측정 또는 지능을 중심으로 한 여러 가지 심리측정을 했었는데, 뚜렷한 결과를 얻을 수 없었다. 또한 환경적 원인을 주된 것으로 생각하여 그들의 공통점을 발견하려고 했었는데, 이것도 역시 실패로 끝났다. 예를 들자면, 결손가정 출신자는 비행소년 가운데서 상당한 비율을 차지하고 있다고 가정하였는데, 반대로 그러한 조건을 가진 정상소년들의 인원수를 생각하면 오히려 그런 가정의 극히 일부에서밖에 비행소년이 나와 있지 않다는 것이다.
오늘날에는 주로 정신박약이나 정신병질인격·정신병 등의 소질적 요인과, 결손가정·빈곤가정·부도덕가정 및 붕괴가정 등에서 생활함으로써 형성되는 성격이 그 요인이라고 보기도 한다. 그리고 아동을 가정 밖으로 몰아내는 요인이 있는데 여기에서 생기는 가정이나 학교를 둘러싼 환경적 요인(비행지역·불량친구 등)이 결실요인이 되어 비행이 발생한다고 한다.
경우에 따라 아동 학대를 겪어온 청소년들의 경우 어린이 시절에 부모로부터 학대와 폭행 등을 당해온 아픈 기억을 안고 자랐기 때문에 대부분 이러한 성격을 가진 청소년들이 많을 수 있다. 여기에 사춘기와 성장통이 겹치게 되면서 성격이 다소 난폭하고 예민해질 수 있으며 경우에 따라 포악한 성격으로 성장할 수 있다.

## 종류
비행소년에 대해서는 형법상의 규정에 따라서 다음 둘로 분류된다. 하나는 형법에 저촉되는 행위를 한 것으로서 '범법소년'이라고 불리며, 다른 하나는 법에는 저촉되지 않았으나 방치하면 장래 형법에 저촉될 우려가 있는 소년으로 '우범소년'이라고 불리고 있다.
어린이들만 그 대상이 되는 것은 아니며 특히 노인들 역시 위험할 수 있다.

## 법적 처리
소년범죄에 대하여 소년법·형법에서는 보호사건과 형사사건으로 구분하여 일반 형사소추 절차에 의한 형사처벌과 교육과 선도를 목적으로 한 보호처분을 규정하고 있다. 즉 죄질이 극히 불량하여 선도·교육이 불가능하다고 판단되는 범법소년에 대해서만 형사처벌을 하고 있다.
범죄를 구성한 비행소년의 처리기관은 경찰·검찰·법원으로 구성되어 있다. 경찰의 경우 과거 범죄소년은 수사경찰이 다루고 촉법소년과 우범소년은 소년경찰이 다루어 왔으나 1986년 7월부터 소년경찰이 소년범죄를 전담하고 처리절차도 일원화했는데, 촉법소년과 우범소년이 발견되면 범죄내용과 신상관계·환경 등을 조사하여 가정법원 소년부에 송치한다.
검찰은 범죄소년을 송치받은 경우에 개개인에 대하여 주변환경·개성·심성·범행유발 원인 등을 상세히 조사하여 개전의 정이 없고 죄질이 극히 불량한 흉악범·상습범·조직폭력배 등에 대하여는 중벌을 과하고, 선도가 가능하다고 판단되는 소년범에 대해서는 선도·보호에 중점을 두어 기소유예(또는 선도조건부 기소유예) 결정을 내리고 있다.
소년법에서는 형사사건은 동법에 특별한 규정이 없는 한 일반 형사사건의 예에 의하되 검사는 소년에 대한 피의사건을 수사한 결과 벌금 이하의 형에 해당하는 범죄이거나 보호처분에 해당하는 사유가 있다고 인정한 때에는 사건을 소년법원에 송치하여야 하며 소년법원은 송치된 사건을 심리한 결과 그 동기와 죄질이 금고 이상의 형사처분을 할 필요가 있다고 인정할 때에는 결정으로서 사건을 검찰청 검사에게 송치할 수 있다고 규정하고 있다.
법원은 검찰이 기소한 14세 이상 19세 미만의 소년범죄사건을 심리한다. 심리 결과 형사처분이 필요하다고 인정되면 유죄의 판결을 내려 소년교도소에서 복역케 하고 정상에 따라서는 선고유예 또는 집행유예를 선고한다. 사안이 경미하여 보호처분에 해당하는 것으로 인정되는 경우에는 소년법원에 이송한다.

## 학생 지도
비행소년의 지도는 비행을 한 소년의 지도만으론 효과를 올리기 어렵다. 비행의 원인은 소년 자신의 개인적 문제성에만 의한 것이 아니라, 사회적 환경 가운데의 많은 요소와 상호간의 관련을 갖는다.
이 환경 가운데에서 가장 영향력이 있는 것은 가정이다. 가정은 비행 발생원인으로서 중요할 뿐만 아니라 비행 회복과정에 있어서도 양친을 비롯한 가족의 적극적·자주적인 협력이나 지도가 큰 힘을 갖는다. 일반적으로 비행소년의 가정은 가치관이 편중되어 있거나, 의욕 및 도덕성이 낮은 경우가 많다. 이와 같은 가정에 대해 교사가 지도력을 발휘하기 위해서는, 평소부터 모든 수단을 활용하여 교사와 부모와의 유대를 밀접하게 맺어 두어야만 한다. 비행소년의 가정, 특히 양친으로 하여금 비행의 원인으로 눈을 돌리게 하고, 소년의 갱생에 힘을 합치려는 자주적·적극적 관심을 일으켜야 한다.
사회적 환경의 제2요소는 학교 및 이웃지역 안에서 맺어지는 친구관계이다. 중학생·고등학생의 경우, 학생의 행동기준·방향 등에 영향을 미치는 힘은 가정에서 친구관계로 옮겨간다.
교사는 학생이 소속하는 형식적(formal)·비형식적(informal)인 소집단을 파악하고, 그 소집단이 바람직한 방향으로 계속 지속할 수 있도록 평소부터 항상 지도해 둘 필요가 있다. 비행소년의 지도에 있어 각자를 분리하여 별도로 지도한다는 것은 노력에 비해 효과가 신통치 않으며, 대부분의 경우 집단에 작용하여 집단 전체를 변용시키므로, 집단의 힘을 통해 지도하는 방법이 효과적이다.
사회적 환경의 제3요소는 지역사회이다. 매스커뮤니케이션을 매개로 하여 성립하는 복잡한 현대사회에서는 국가라고 하는 대사회전체의 구조나 문화적 가치체계 등은 인간의 행동에 영향력을 갖고 있긴 하지만, 직접적인 개개의 행동 통제력은 무엇보다도 소년들이 그 안에서 생활하고 있는 지역사회로부터 영향을 받는다. 지역사회를 교육적 의도로써 재구성하고, 건전한 관심을 주민전체에게 각성시켜 청소년을 비행으로부터 지키고 보호하기 위하여 꾸준하고 소박한 활동을 계속하여야 하며, 지역사회와 밀접한 관계를 맺으면서 비행소년을 지도하여야 한다.

## 같이 보기
- 선도조건부 기소유예제도